# Glycon Terra Pinto
Glycon Terra Pinto (Belo Horizonte, 16 de maio de 1930 - 8 de maio de 2011) foi um pastor evangélico, advogado, empresário e político brasileiro do estado de Minas Gerais.
Foi deputado estadual em Minas Gerais durante três legislaturas consecutivas, da 12ª legislatura à 14ª legislatura (1991 a 2003) sendo eleito pelo PMN, PP e PPB, respectivamente.

Glycon Terra Pinto era pastor-presidente da Igreja Batista da Floresta, em Belo Horizonte; professor e vice-reitor do Seminário Teológico Evangélico do Brasil (STEB); presidente da Ordem dos Ministros Evangélicos do Brasil em Minas Gerais; e presidente do Conselho do Hospital Evangélico. Também foi membro do Conselho do BDMG e da Febem.